# Fédération des Fidji de football
La Fédération des Fidji de football (Fiji Football Association  (en) FFA) est une association regroupant les clubs de football des Fidji et organisant les compétitions nationales et les matchs internationaux de la sélection des Fidji.
La fédération nationale des Fidji est fondée en 1938. Elle est affiliée à la FIFA depuis 1963 et est membre de l'OFC depuis 1966.